# 마르델플라타 국제 영화제

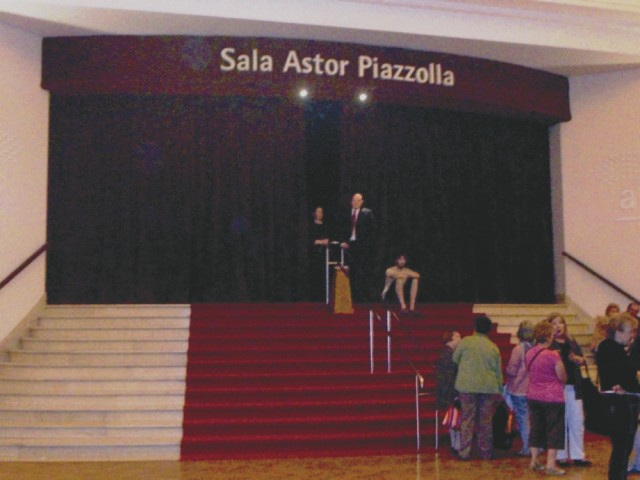

마르델플라타 국제 영화제(스페인어: Festival Internacional de Cine de Mar del Plata, 영어: Mar del Plata International Film Festival)는 아르헨티나 마르델플라타에서 매년 11월에 개최되는 영화제로, 1954년에 처음 개최되었다. 국제 영화 제작자 연맹 공인 국제 영화제이다.